# Osteospermum tomentosum
 Osteospermum tomentosum  (L.f.) B.Nord, 1943 è una specie di pianta angiosperma dicotiledone della famiglia delle Asteraceae (sottofamiglia Asteroideae).
Si tratta di un endemica del Sudafrica.

## Sinonimi
Sono elencati alcuni sinonimi per questa entità:
- Calendula tomentosa L.f.
- Inuloides tomentosa  (L.f.) B.Nord.
- Tripteris tomentosa  (L.f.) Less.
- Calendula tomentosa  Thunb.
- Osteospermum cuspidatum  DC.